# Kodeks Ur-Nammu

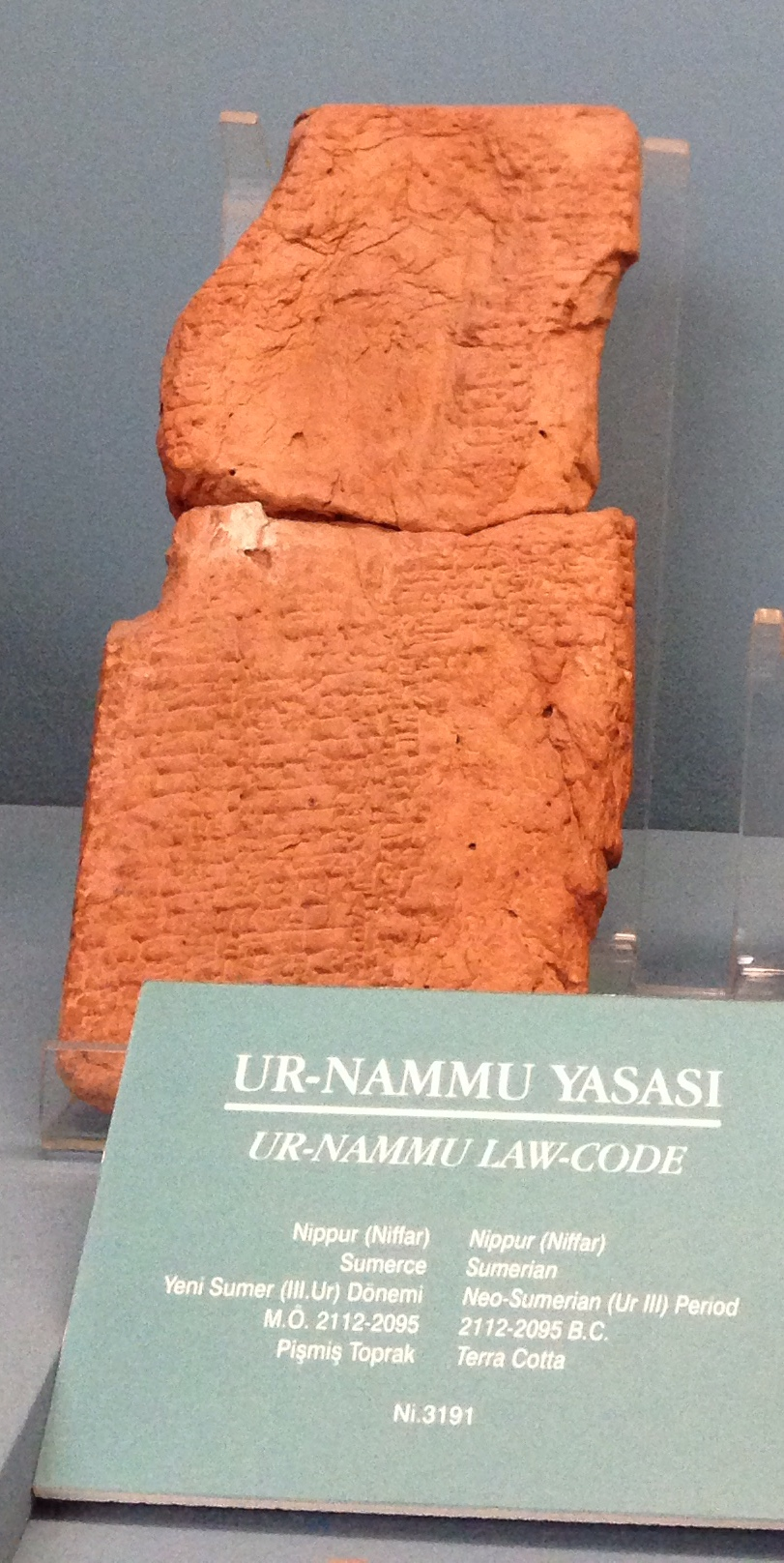
Kodeks Ur-Nammu

Kodeks Ur-Nammu – zbiór praw, ustanowiony za panowania sumeryjskiego króla Ur-Nammu na przełomie XXII–XXI wieku p.n.e. Znany jest z kopii odkrytej w Nippur (obecny Irak) na początku XX wieku. Odczytany i zbadany został pół wieku później. Tekst niemal w całości jest zniszczony. Odcyfrowano jedynie trzy artykuły z przypuszczalnej łącznej liczby kilkudziesięciu. Nie jest jasne, jakie dziedziny życia regulował.

## Historia odkrycia
Spisana na dwóch tabliczkach glinianych kopia praw Ur-Nammu została odkryta podczas badań archeologicznych ruin miasta Nippur w 1902 roku. Wówczas nikt z badaczy nie zainteresował się szczególnie odkryciem, ponieważ uwaga naukowców skupiła się na odnalezionej w tym samym czasie steli Hammurabiego. Tabliczki trafiły do muzeum w Stambule, gdzie kustosz F.R. Kraus zainwentaryzował je pod numerem Ni 3191 oraz opatrzył uwagą, że dotyczą kwestii prawnych. W 1952 roku tabliczkami zainteresował się przebywający wówczas w Stambule i powiadomiony o nich przez Krausa S.N. Kramer. Odczytany tekst okazał się być kopią praw Ur-Nammu – założyciela III dynastii z Ur.
Kodeks jest najstarszym z dotychczas odnalezionych zbiorów praw. Forma, w jakiej został spisany, była naśladowana przez późniejszych prawodawców mezopotamskich. Prawdopodobnym jest także to, że inskrypcja młodszej o trzysta lat steli Hammurabiego wzorowana była na tradycjach sumeryjskich. Otóż w innym źródle z czasów III dynastii z Ur – steli Ur-Nammu – opatrzonym płaskorzeźbą, ukazana została scena składania przez króla ofiary Nannie. Bóstwo przekazuje Ur-Nammu jakiś przedmiot – prawdopodobnie insygnia mocy nadania praw boskich ludziom.

## Opis fizyczny
Kodeks nie zachował się w całości. Znana naukowcom kopia na dwóch tabliczkach stanowiła zapewne pierwszą tabliczkę kodeksu oryginalnego, którego objętość wynosiła dwie lub więcej tabliczek. Większa część odnalezionego tekstu została zniszczona. Na odkrytych tabliczkach znajdowało się około 370 wierszy, 90 z nich udało się odczytać.

## Zawartość kodeksu
Brak zgodności wśród badaczy, ile spraw poruszał kodeks. Według Kramera było ich 19, według M. San Nicoló – 22, według E. Schlechter – około 30. Niemal w całości zostały odczytane tylko trzy artykuły: pierwszy, piąty i dziesiąty. Artykuł pierwszy dotyczył kwestii sadzenia (prawdopodobnie drzew). Artykuł piąty poruszał kwestię podziału wody podczas nawadniania za pomocą kanałów irygacyjnych lub ewentualnie mógł traktować o umyślnym bądź nieumyślnym zalaniu cudzego pola. Dziesiąty artykuł omawiał procedurę w przypadku oskarżenia o czary. Przypuszcza się, że oskarżony musiał przejść próbę wody. Brak danych o przebiegu postępowania i sankcji za fałszywe oskarżenie. Artykuł 15 omawia schwytanie zbiegłego niewolnika poza granicami miasta i przyprowadzenie go do właściciela. Znalazcy przysługiwała nagroda (jej wysokość jest zatarta). Artykuły 16–18 ustalają wysokość grzywny za różne uszkodzenia ciała.

## Analiza kodeksu
Prawodawstwo sumeryjskie nie znało zasady „oko za oko”. Wypracowało inne formy zadośćuczynienia. Kodeks Ur-Nammu powstawał w czasach, gdy semickie wpływy już oddziaływały na wszystkie aspekty społeczeństwa rządzonego przez III dynastię z Ur. Nie wiadomo więc, czy nawiązywał do tradycji praw sumeryjskich, czy akadyjskich. Nie jest pewne, co było przyczyną łagodności prawa sumeryjskiego wobec wykroczeń. Być może była ona spowodowana ówczesną sytuacją polityczno-gospodarczą. Nie wykluczone też, że wyjaśnienie tkwi w obyczajach cywilizacji sumeryjskiej.
Ogłoszone przez Ur-Nammu zasady prawne i język, jakim zostały spisane, wywodziły się ze starszej o trzysta lat tradycji. Ur-Nammu prawdopodobnie  korzystał z dorobku prawodawstwa z okresu panowania w XXIV wieku p.n.e. Urukaginy z Lagasz. Choć nie wiadomo, czy prawa Urukaginy zostały spisane w kodeksie, znana jest inskrypcja, informująca o ich ustanowieniu.